# Räddningsstation Örnsköldsvik (sjöräddning)
Räddningsstation Örnsköldsvik är en av Sjöräddningssällskapets räddningsstationer.
Räddningsstation Örnsköldsvik ligger nära gamla järnvägsstationen på Varvskajen i Örnsköldsvik. Den inrättades 2010 och har omkring 25 frivilliga sjöräddare. 

## Räddningsfarkoster
- 12-20 Rescue Ilse Sanne, ett 11,8 meter långt räddningsfartyg av Victoriaklass, byggt 2007 av MB Marin AB i Henån
- Rescue Yvonne Bratt av Gunnel Larssonklass, byggd 2016
- 3-51 Rescuerunner Höga Kusten Flyg, tillverkad 2012

## Tidigare räddningsfarkoster
- Rescue Örnsköldsvik, en Storebro Stridsbåt 90E
- 8-751 Rescue Traviata Wallenius, en 7,7 meter lång, tidigare Man-över-bordbåt, byggd av Norsafe 2006